# Cala Pelosa
La cala Pelosa és una platja del municipi de Roses (Alt Empordà) situada a la badia de Montjoi, al cap Norfeu, reserva integral dins del Parc Natural del Cap de Creus. Està ubicada a l'est de la cala Calitjàs, a 15 km de la vila de Roses. Envoltada de boscos de pins i eucaliptus, té una longitud de 90 m i una amplada de 13 m de sorra gruixuda. L'entrada al mar té un desnivell força accentuat. S'hi arriba en automòbil pel camí que comença a la cala Montjoi i que porta a la cala Jóncols, pel que és bastant concorreguda. Des de l'any 2009 gaudeix del certificat ambiental europeu EMAS i de l'internacional ISO 14.001.
Vora la platja hi ha la Barraca de cala Pelosa, barraca o botiga comunal dels pescadors de Roses, declarada bé cultural d'interès local. Damunt de la cala, cap a l'est, hi ha el Clos Rahola, una casa unifamiliar inclosa a l'Inventari del Patrimoni Arquitectònic de Catalunya.